# Mehmed Dikme
Mehmed Mehmed Dikme, bułg. Мехмед Мехмед Дикме (ur. 27 lutego 1966 w Diamandowie w obwodzie Kyrdżali) – bułgarski polityk, przedsiębiorca i samorządowiec tureckiego pochodzenia, deputowany, w latach 2001–2005 minister rolnictwa i leśnictwa.

## Życiorys
Z wykształcenia technolog przemysłu spożywczego, absolwent wyższego instytutu przemysłu spożywczego WIChWP w Płowdiwie. Działał w Ruchu na rzecz Praw i Wolności (DPS). W latach 1995–2001 pełnił funkcję Ardino. W 2001 został wybrany na posła do Zgromadzenia Narodowego 39. kadencji. Od lipca 2001 do lutego 2005 sprawował urząd ministra rolnictwa i leśnictwa w rządzie Symeona II. Później na skutek konfliktu z Achmedem Doganem opuścił DPS.
W 2005 założył własne przedsiębiorstwo konsultingowe. Później zajął się też działalnością biznesową w branży fotowoltaiki. W 2021 stanął na czele stowarzyszenia obywatelskiego DEN.